# Ella Bergmann-Michel
Ella Bergmann-Michel (Paderborn, 20 d'octubre de 1896 - Eppstein, 8 d'agost de 1971) va ser una artista, fotògrafa i cineasta alemanya. Estudiant d'art constructivista, les seves contribucions a l'art abstracte modern són sovint oblidades per la cultura artística estatunidenca. L'estil de Bergmann-Michel era especialitzat i únic. La majoria dels seus treballs no estan titulats ni signats, de manera que és difícil identificar-los i trobar-los al mercat de l'art actual.

## Biografia
Bergmann-Michel va començar a fer art de ben jove. El 1915 va experimentar amb una tècnica de collage d'estil constructivista. En utilitzar fusta, metall i altres materials, Bergmann-Michel creà collages d'aspecte científic i exacte. De 1917 a 1920 va estudiar a la Weimar Hochschule für Bildenden Künste amb el pintor alemany Walther Klemm. Cap a la dècada de 1920, Bergmann-Michel va expandir encara més la seva tècnica.
En un moment en què l'art abstracte es considerava una forma d'art menor, Bergmann-Michel va incorporar la poesia a les peces abstractes: enganxava paraules sobre del llenç o les hi pintava. Bergmann-Michel es va convertir en una de les primeres artistes del moviment constructivista a incorporar la fotografia a les seves obres d'art, mètode que va ser utilitzat després per artistes contemporanis com Andy Warhol.
El 1919, Bergmann-Michel es va casar amb Robert Michel. Junts van ser pioners en l'ús del collage mitjançant fotografies. El seu treball es va incloure a la Société Anonyme, una col·lecció d'obres d'artistes dadaistes principalment europeus. El 1920, Bergmann-Michel i el seu marit es van traslladar al districte de Vockenhausen, a la ciutat d'Eppstein.
A Frankfurt del Main va decorar la major part de les parets minimalistes de l'escola de disseny Bauhaus. Bergmann-Michel va continuar realitzant el seu art fins a la Segona Guerra Mundial, quan es va veure obligada a parar, car l'ascens del nazisme feu perillosa l'activitat artística. Entre 1933 i 1945, Bergmann-Michel va romandre de manera intermitent a Londres i va treballar a la granja de la seva família fins que va acabar la guerra. Durant la dècada del 1950, va fer conferències sobre el desenvolupament de la pintura i el cinema de les avantguardes. A la dècada del 1960, va desenvolupar Prism Pictures. Els últims anys va continuar realitzant collages i composicions verticals/horitzontals, cap de les quals no va titular.

## Obra artística
El constructivisme era una forma d'art creada a principis del segle XX per l'artista rus Vladímir Tatlin. La nova forma d'art va adquirir un significat diferent a cada estat europeu, tot i fer sempre referència als problemes socials i econòmics. A Alemanya, el constructivisme va tenir el seu major impacte a través de l'escola Bauhaus. Bergmann-Michel va afirmar que li importava «no tant la quietud concentrada d'un objecte, sinó el món modern i ple de moviments», i va intentar «registrar el temps, de manera similar a les fotografies de l'artista suís Xanti Schawinsky».

## Filmografia
- Wo wohnen alte Leute (1931)
- Erwerbslose kochen für Erwerbslose (1932)
- Fliegende Händler a Frankfurt am Main (1932)
- Fischfang in der Rhön (1932)
- Wahlkampf 1932 (1932/33)